# Guang'an, Guang'an
Guang'an är ett stadsdistrikt och säte för stadsfullmäktige i staden med samma namn i Sichuan-provinsen i sydvästra Kina.
Deng Xiaopings födelseplats, den lilla byn Paifang cun är belägen i distriktet.